# Ricardo Ribeiro do Espírito Santo Silva
Ricardo Ribeiro do Espírito Santo Silva ComC • GCC • ComB (São Sebastião da Pedreira, Lisboa, 12 de novembro de 1900 – Santos-o-Velho, Lisboa, 2 de fevereiro de 1955) foi um banqueiro e destacado colecionador de arte português.

## Biografia
Ricardo do Espírito Santo Silva nasceu a 12 de novembro de 1900 e foi batizado a 28 de janeiro de 1901, natural da freguesia de São Sebastião da Pedreira, em Lisboa.
Licenciou-se em Ciências Económicas e Financeiras, com altas classificações, no então Instituto Superior de Contabilidade, Economia e Finanças ("ISCEF"), pertencente à Universidade Técnica de Lisboa.

### Carreira empresarial
A partir de 1919, junto do seu irmão mais velho, José Ribeiro do Espírito Santo Silva, assumiu o controlo financeiro da casa bancária Espírito Santo Silva & Cia. — sucessora direta da J. M. .Espírito Santo Silva & Cia. —, e a última casa bancária fundada pelo seu pai, o antigo negociante cambista José Maria do Espírito Santo Silva.
No ano seguinte os dois irmãos transformariam a casa bancária de raiz familiar num banco comercial, nascendo assim, em 1920, o Banco Espírito Santo.
Em 1932, sucederia a José, na sua liderança executiva, de que se ocupoiu até à sua morte, ocorrida em 1955, tinha então 54 anos de idade. Foi então sucedido pelo irmão mais novo, Manuel Ribeiro do Espírito Santo Silva.
Ricardo ESS era reconhecido pelos seus grandes conhecimentos, especial tato administrativo e por uma fortíssima personalidade social, que contribuiu para o prestígio do Banco na vida nacional.
Um aspeto muito tratado na sua vida foram as suas relações sociais e de amizade — a sua casa de Cascais, onde acomodava preciosos objetos de arte, chegou a ser frequentada pela grande sociedade e as mais altas personalidades, havendo sido seu hóspede o Duque de Windsor, Eduardo, antes de ser enviado às Bahamas como Governador.
Apesar de aparentemente improvável, terá tido igualmente uma relação de significativa proximidade com Salazar. O funeral do banqueiro terá sido, aliás, uma das poucas cerimónias não estatais em que o ditador esteve presente na sua vida enquanto presidente do Conselho.
Durante o período em que Ricardo ESS presidiu ao BES, destaca-se o facto de este se ter fundido com o Banco Comercial de Lisboa, no ano de 1937, passando a designar-se por Banco Espírito Santo e Comercial de Lisboa.
Consolidava-se então como uma das entidades financeiras e bancárias de maior importância no país, na primeira fila das organizações congéneres.
De notar que, para além de Presidente do Conselho de Administração e da Direção do BESCL, seria ainda Presidente da Comissão Executiva da petrolífera SACOR - Sociedade Anónima Concessionária da Refinação de Petróleos em Portugal; do Conselho de Administração da Sociedade Agrícola do Cassequel, etc.; entre outras sociedades de relevo.
Foi, ainda, Diretor do Grémio dos Bancos e Casas Bancárias e foi Presidente da Assembleia Geral da Sociedade de Ciências Económicas, de Lisboa.

###### Controvérsia no período da Segunda Guerra Mundial
Durante a Segunda Guerra Mundial, não obstante a ascendência judaica de sua mulher, Ricardo do Espírito Santo Silva chegou a ser considerado, pelo MI6, um agente alemão, relacionado com a estadia, entre Junho e Outubro de 1940, do Duque de Windsor (denominação dada após a abdicação à Coroa Britânica ao Rei Eduardo VIII), acomapnhado da sua mulher Wallis Simpson, em casa do banqueiro português.
Existe, por outro lado, um telegrama do embaixador alemão em Madrid, enviado ao ministro dos Negócios Estrangeiros, Ribbentrop, a informá-lo de que se havia posto «em contacto com o nosso confidente, e anfitrião do Duque, o banqueiro Ricardo Espírito Santo Silva».

### Paixão pela arte e atividade como mecenas
Ricardo do Espírito Santo foi a par de banqueiro e empresário, um homem muito dedicado às artes e à cultura, tendo coleccionado inúmeras obras de pintura, mobiliário, tapeçarias e pratas.
A sua coleção tornou a sua residência no centro da então vila piscatória de Cascais uma das mais belas de Portugal, e notável entre as mais notáveis da Europa.
Como apaixonado colecionador e autodidata na História da Arte publicou igualmente artigos sobre a matéria, assim como patrocinou a publicação de várias obras, entre as quais o Dicionário de Pintores e Escultores Portugueses, de Fernando de Pamplona; as Obras-Primas da Pintura Flamenga em Portugal, de Luís Reis Santos; a reedição da Cerâmica Portuguesa, de José Queirós. De colaboração com J. Lloyd Hyde, e com ilustrações originais de Eduardo Malta, editou ainda a obra Chinese Porcelain for the European Market, que só foi publicada em 1956, no ano seguinte ao da sua morte.
Além disso, em 1953 instituía e assumia a presidência da Fundação Ricardo do Espírito Santo, uma "Escola-Museu de Artes Decorativas", instalada no Palácio Azurara, junto ao miradouro das Portas do Sol, sobre Alfama, que viria a doar ao Estado português.
Organizou també, no ano de 1954, uma importante exposição de ourivesaria portuguesa em Paris.

### Carreira desportiva
O perfil de homem multifacetado manifestar-se-ia pelo seu interesse no desporto, que o levou a praticar ténis, esgrima — conquistando vários troféus nesta modalidade — e golfe — sagrando-se campeão nacional desta modalidade em 1933.
No golfe foi, aliás, capitão, por várias vezes, de uma equipa nacional, assim como da equipa do Estoril.
Foi, ademais, presidente do Sporting Clube de Cascais.
Também se distinguiu no jogo do bridge, com fama no estrangeiro.

### Condecorações
Ricardo do Espírito Santo Silva recebeu as seguintes condecorações, em Portugal e no estrangeiro:
| Country  | Rank             | Honour                                               | Ribbon |
| -------- | ---------------- | ---------------------------------------------------- | ------ |
| Portugal | Grand Cross      | Ordem de Cristo                                      |        |
| Portugal | Commander        | Ordem de Cristo                                      |        |
| Portugal | Commander        | Ordem de Merito                                      |        |
| Holy See | Knight Commander | Pontifical Equestrian Order of St. Gregory the Great |        |
| Romania  | Commander        | Ordem da Estrela da Romenia                          |        |
| France   | Officer          | Legião de Honra                                      |        |

### Família, casamento e descendência
Ricardo Ribeiro do Espírito Santo Silva nasceu filho ilegítimo de José Maria do Espírito Santo Silva, fundador, em 1883, da sociedade Silva, Beirão, Pinto & Cia., que deu origem, no decorrer dos tempos, por sucessivas transformações, às casas J. M. do Espírito Santo Silva & Cia. e Espírito Santo Silva & Cia., ambas do maior prestígio, transformando-se esta última, em 1920, no Banco Espírito Santo, depois Banco Espírito Santo & Comercial de Lisboa; e de Rita de Jesus Ribeiro (Arcossó, Chaves, 20 de agosto de 1866 — Coração de Jesus, Lisboa, 12 de agosto de 1951).
Apenas foi legitimado por casamento dos pais, ocorrido a 18 de abril de 1907, na igreja paroquial de Santa Marinha, em Vila Nova de Gaia.
Seu irmão mais novo, Manuel Ribeiro do Espírito Santo Silva, sucedeu-lhe à frente do banco (1955).
A 17 de julho de 1919, casou civilmente em Lisboa com a sua co-cunhada Mary Cohen ou Mary de Moraes Sarmento Cohen (Coração de Jesus, Lisboa, 8 de Março de 1903 — Cascais, Cascais, 22 de Agosto de 1979), meia-sobrinha do 1.º Barão de Sendal, filha de pais ingleses e naturais Lisboa, Benjamin Cohen, negociante, e de Maria da Conceição Sarmento ou Maria da Conceição Pinto de Pereira Coutinho Moraes Sarmento Cohen, doméstica, da qual teve quatro filhas:
- Maria da Conceição de Morais Sarmento Cohen do Espírito Santo Silva (São Mamede, Lisboa, 21 de Dezembro de 1920 — Cascais, Cascais, 28 de Dezembro de 2010), casada em Cascais, Cascais, com João Carlos Roma Machado Cardoso Salgado (1916 — a. 1986), sobrinho-bisneto do 1.º Visconde de Faria e Maia, Economista e com geração, incluíndo Ricardo Salgado
- Vera Maria (Verinha) de Morais Sarmento Cohen do Espírito Santo Silva (São Mamede, Lisboa, 12 de Outubro de 1924 — 2 de Novembro de 1998), casada em Cascais a 24 de Setembro de 1945 com António Luís Roquette Ricciardi (Chuca) (Camões, Lisboa, 6 de Abril de 1919 — Cascais, 27 de janeiro de 2022), Primeiro-Tenente da Marinha especializado em Aviação (observador aeronáutico), na reserva desde 25 de Setembro de 1957, gestor de sociedades e banqueiro, bisneto do 1.º Visconde de Alvalade e sobrinho-bisneto do 1.º Barão de Salvaterra de Magos, com geração, incluindo José Maria Ricciardi
- Rita Maria de Morais Sarmento Cohen do Espírito Santo Silva (1927), casada com Rodrigo Barbosa de Araújo Leite de Faria (Guimarães, c. 1925 — 1974-80), Oficial Capitão do Exército, Oficial da Ordem Militar da Torre e Espada, do Valor, Lealdade e Mérito a 10 de Janeiro de 1957, que combateu na Guerra Civil de Espanha, tendo sido condecorado pelo Generalíssimo Francisco Franco a 17 de Outubro de 1945 com a Medalha da Campanha do Exército, a Medalha da Cruz do Mérito Militar, a Medalha com Distintivo Roxo da Cruz do Mérito Militar e três Medalhas da Cruz de Guerra do Exército, de Espanha,[13][14] com geração
- Ana Maria da Anunciação de Fátima de Morais Sarmento Cohen do Espírito Santo Silva (1928 — 28 de Abril de 2014), casada em 1940 com António Sérgio Carneiro Bustorff Silva (9 de Julho de 1923), Engenheiro, com geração, incluindo Maria João Bustorff e António Bustorff

### Morte
Morreu a 2 de fevereiro de 1955, aos 54 anos, no Hospital da CUF, sito na Travessa do Castro, n.º 3, freguesia de Santos-o-Velho, em Lisboa, vítima de enfarte do miocárdio. 
Foi sepultado inicialmente no Cemitério dos Prazeres e, em 1960, trasladado para o mausoléu do Parque Marechal Carmona, em Cascais.

### Toponímia
Tem diversos arruamentos com o seu nome:
- Cascais:
  - Praceta Ricardo Espírito Santo Silva
  - Rua Ricardo Espírito Santo Silva
- Lisboa: Rua Ricardo Espírito Santo
- Sobralinho (VFX): Rua Ricardo Espírito Santo